# Octávio Vecchi
Octávio Felix Rabello de Andrade Vecchi (22 de novembro de 1878 — 9 de janeiro de 1932) foi um engenheiro, cientista e entomólogo português.
Aos 11 anos estudou música e violino. Em 1895, concluiu os cursos de equitação, ginástica e esgrima do Real Clube Tauromático de Lisboa. Em janeiro de 1898 dedicou-se às aulas de canto.
Em 1902 formou-se engenheiro agrônomo pelo Instituto Superior de Agronomia em Lisboa. Em 1903 foi para Universidade de Coimbra estudar na Escola Nacional de Agricultura, onde teria conhecido Edmundo Navarro de Andrade.
Em 1904 publicou “A Pasteurização dos Vinhos”. Lisboa: Imprensa de Libanio da Silva, 1904. (O livro consta na base de dados do Ministério da Agricultura, do Desenvolvimento Rural e das Pescas de Portugal).
Após concluir o doutorado em Coimbra, retornou a Lisboa, onde trabalhou em diversos estabelecimentos científicos, inclusive no “Laboratório de Análises Químicas e Físicas de Lisboa, destacando-se como notável técnico
Octávio Vecchi chegou ao Brasil em 1911 a convite de Edmundo Navarro de Andrade, então diretor do Serviço Florestal da Companhia Paulista de Estradas de Ferro.
Em 07/11/1912, no DOE SP consta que Vecchi enviou cinco cobras do Horto Florestal de Loreto para o Instituto Butantan.
Em 1912 publica com Navarro “A dinamite na agricultura” e em 1916, o livro “Le Bois Indigènes de São Paulo” também em parceria com  Navarro de Andrade.
Era exímio desenhista, projetista, entomólogo, colecionador de insetos e fotógrafo. Foi autor de várias publicações, entre elas "Os Eucaliptos, sua Cultura e Exploração"
Nas relações pessoais, Octávio Vecchi casou com Serafita Afonseca Miranda de Azevedo, irmã de Edmundo Navarro de Andrade, em 1917.
Em 1918 publica com Navarro de Andrade “Os Eucalyptos: sua cultura e exploração”. Conforme consta na capa do livro, tanto Octavio Vecchi, como Navarro de Andrade, eram membros correspondentes do Museu Nacional do Rio de Janeiro e membros da Sociedade Nacional de Geografia, de Washington, DC.
Desde a sua chegada até 1927, Octávio Vecchi trabalhou no Serviço Florestal da Companhia Paulista de Estradas de Ferro. Entre as funções que desempenhou, foi nomeado em 1918 diretor do Horto Florestal de Loreto, localizado no município de Araras, onde demonstrou suas qualidades de organizador e cientista no ramo de sua especialidade, a silviculturaNo Horto de Loreto estabeleceu residência com sua família e realizou estudos e reuniu uma coleção de amostras de madeiras, era o embrião do Museu Florestal.
Em dezembro de 1927, naturalizou-se brasileiro, ano em que foi admitido como Diretor Geral do Serviço Florestal do Estado de São Paulo pelo então secretário da Agricultura, DR. Fernando Costa (1886-1946). O contrato de admissão fora assinado em 28 de dezembro de 1927 e a nomeação publicada na edição de 14 de janeiro de 1928 do Diário Oficial do Estado. Durante a gestão, incentivou o reflorestamento e a arborização da capital e do interior.
Organizou uma coleção das árvores de São Paulo e o Museu Florestal, onde é possível apreciar "em peças" cada espécie, com a respectiva classificação, desde a semente até a madeira já trabalhada.
Assim que tomou posse, deu início à construção do Museu Florestal, cuja criação está expressamente prevista na Lei nº 2.233, de 14/12/1927 (ne verdade, a lei prevê a criação de cinco distritos florestais e que em cada sede fosse construído um museu.
Octávio Vecchi assinou as plantas do Museu Florestal, detalhou os desenhos e as espécies de madeiras que seriam utilizadas nos assoalhos e forros do piso superior do edifício.
Nos desenhos, além das descrições arquitetônicas, também foram previstos aspectos da expografia, como a escolha de um espaço destinado ao mostruário das pranchas de madeira, bem como aos quadros com amostras de material botânico (pranchas com exsicatas).
No relatório anual do Museu Florestal de 1939, assinado por Mansueto Koscinski, consta que a “construção teve início no ano de 1928, sob administração direta de Octávio Vecchi, embora os planos tivessem sido elaborados pelo Dr. Mario Wately”.
Em 09/01/1932 é vítima de assassinato, aos 53 anos, deixando uma viúva e quatro filhos: Maria Cristina, Maria Beatriz, Maria Luíza e Nuno Octávio Vecchi.
Em 04/03/1932, com o advento do Decreto nº5.410, a família passou a receber um auxílio de 50 contos de réis (RS50:000$000).
Em sua homenagem, a espécie arbórea de nome popular Louveira, quando catalogada por Frederico Carlos Hoehne, recebeu o nome de Cyclolobium Vechii.
Por intermédio do Decreto nº 18.304, de 18/09/1948, o governador Adhemar de Barrros nomeou o museu que criou no Horto Florestal de São Paulo (atualmente denominado Parque Estadual Alberto Löfgren) de Museu Florestal Octávio Vecchi.